# Maupuy
Le Maupuy est un sommet du Massif central s'élevant à 683 mètres, situé sur la commune de Saint-Léger-le-Guérétois, dans le département français de la Creuse.

## Géographie

### Situation
Il constitue l'un des principaux sommets des monts de Guéret, préfecture du département qu'il domine, mais il n'en est pas le point culminant, statut revenant au puy de Chiroux (689 mètres), situé à environ 2,5 kilomètres au sud-est.

### Géologie
Typique des monts du Limousin et de la Marche, le chaos granitique des Pierres Civières, situé sur le flanc ouest du mont, témoigne aussi des caractéristiques naturelles du sol.

## Histoire
Le Maupuy est connu pour l'extraction historique de granite qu'on y a développé, et qui a laissé dans le paysage un ensemble de décrochements rocheux permettant l'escalade, et d'excavations dont une des principales est aujourd'hui ennoyée.

## Activités
Dans un environnement très largement boisé, il est surmonté d'une antenne de télécommunications.
Dominant la campagne creusoise d'environ 200 mètres, le Maupuy accueille deux sites de parapente, et constitue également un passage emblématique et la principale difficulté de la course cycliste du Tour du Limousin, qui emprunte régulièrement la route qui permet son ascension.

### Cyclisme
L'ascension du Maupuy est programmée sur le parcours de la 5e étape du Tour de France Femmes 2025. Classée en 3e catégorie, elle est franchie en tête par la Néerlandaise Anna van der Breggen.